# Idrossilasi
Enzimi, noti anche come monoossigenasi, in grado di introdurre un gruppo idrossilico -OH in una molecola. La reazione chimica prende il nome di idrossilazione biochimica.

## Esempio di idrossilasi
- 17α-idrossilasi
- Colesterolo 7α-idrossilasi
- Fenilalanina idrossilasi
- Tirosina idrossilasi